# ティボー1世 (ブロワ伯)

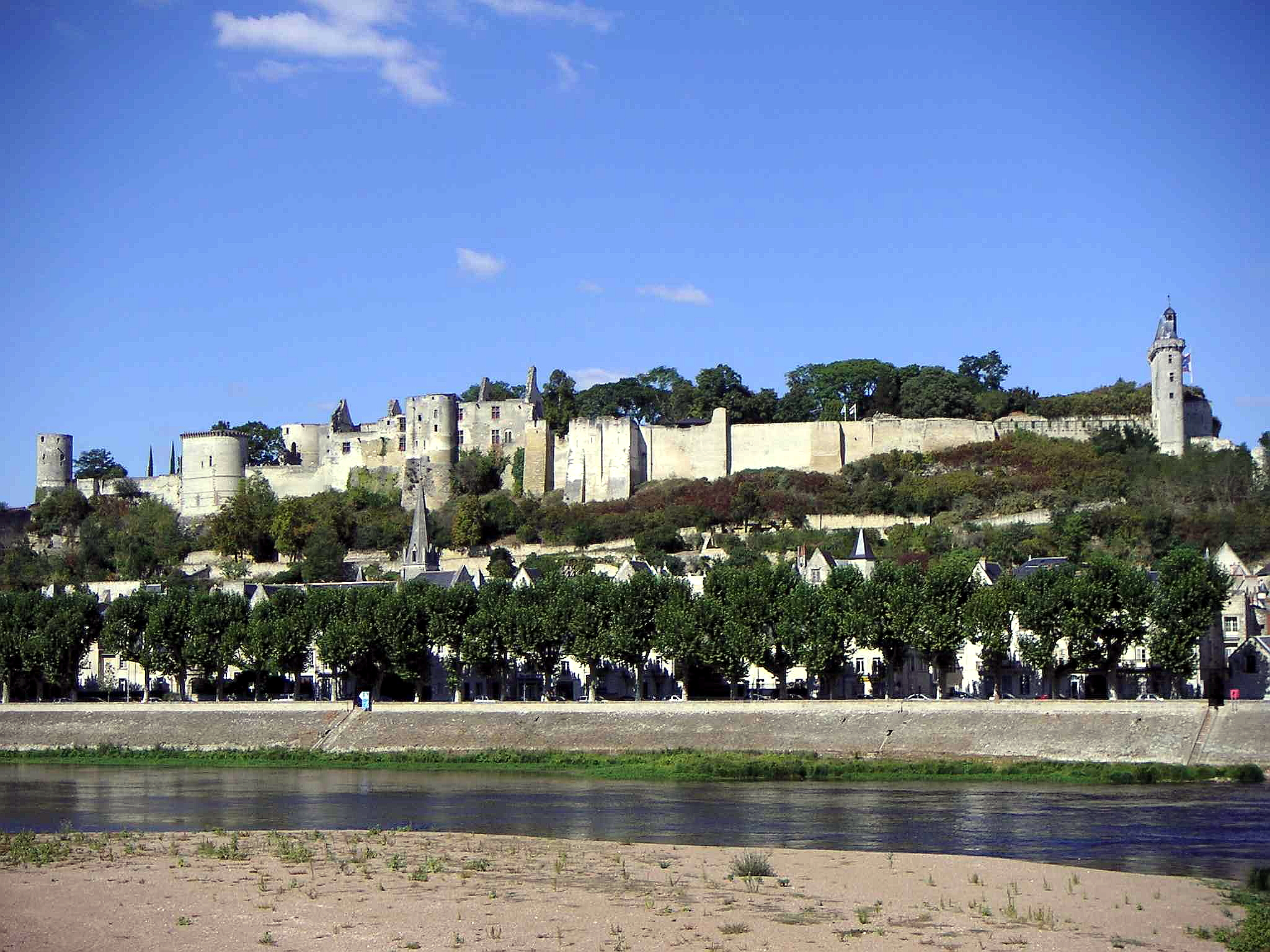
シノン城

ティボー1世（フランス語：Thibaud Ier, 913年 - 975年）は、初代ブロワ子爵およびトゥール子爵。のちブロワ伯、シャルトル伯、シャトーダン伯およびトゥール伯（在位：956年 - 975年）。詐欺師（le Tricheur）のあだ名でよばれる。

## 生涯
ティボー1世はティボー・ランシェンと出自・名前不明の初婚の妻との息子として913年に生まれた。
父ティボーは908年からトゥール子爵となっていた。また、父ティボーの妻・リシルドはメーヌ伯ロルゴ1世の曾孫にあたる。
ティボー1世ははじめフランス公ユーグ大公の家臣であった。945年ごろ、西フランク王ルイ4世がスカンディナヴィア人に捕まり、ユーグ大公に引き渡され、ユーグ大公はルイ4世をティボー1世のもとで監禁した。
約1年後、ルイ4世はユーグ大公にランの街を譲ることで自身の解放を交渉した。ユーグはその後ランの街をティボー1世に与えた。
ティボー1世は942年よりトゥール伯およびブロワ伯、960年からはシャトーダン伯およびシャルトル伯となった。
ティボー1世の異母妹アデライードはブルターニュ公アラン2世と結婚し、アラン2世はレンヌに至るまでの地域に対し、ティボー1世に支配力を与えた。しかし、アラン2世の死によりブルターニュに政治空白が生じ、ノルマン人やアンジュー家からの侵入に対して脆弱な状態となった。ティボー1世はアンジュー伯フルク2世と同盟を結び、アンジュー辺境領を守るためにロワール川とトゥエ川の間に造られた城塞ソミュールの支配権を与えた。これにはソミュール城壁内にあるサン＝フロラン修道院の支配権も含まれていた。一方、最近妻を亡くしたばかりのフルク2世は、ティボー1世の妹でブルターニュ公アラン2世の未亡人アデライードと再婚した。
960年、ティボー1世はノルマンディー公リシャール1世と対立するようになり、ノルマン人との長い戦いが始まった。
961年、ティボー1世はエヴルーを攻撃した。これに対し、ノルマンディー軍はデュノワを攻撃した。
962年、ティボーはルーアンへの攻撃を開始したが失敗に終わった。ティボー1世はロワール＝エ＝シェールのサン＝テニャン要塞、ヴィエルゾンおよびベリーのアンギヨン要塞の支配権を握った。ユーグ・カペーが幼年の間、彼はシャルトルとシャトーダンの軍備を増強した。また、シノン城を建設した。
ティボー1世は975年のその死までに、ロワール川流域で巨大な力を築き、フランス中部を支配した。
943年か944年に、ティボー1世はノルマンディー公ギヨーム1世の未亡人リューガルド・ド・ヴェルマンドワと結婚している。リューガルはヴェルマンドワ伯エルベール2世と西フランク王ロベール1世の王女アデールの娘で、義母アデールはフランス公ユーグ大公の異母姉にあたる。

## 子女
リューガルド・ド・ヴェルマンドワとの間に以下の子女をもうけた。
- ティボー（962年没）[9]
- ユーグ（985年没）[9] - ブルージュ大司教
- ウード1世（950年頃 - 996年） - ブロワ伯[13]
- イルドガルド - ブシャール1世・ド・モンモランシー（英語版）と結婚[9]
- エマ（948/50年頃 - 1003/05年） - アキテーヌ公ギヨーム4世と結婚[14]